# Shaibíes

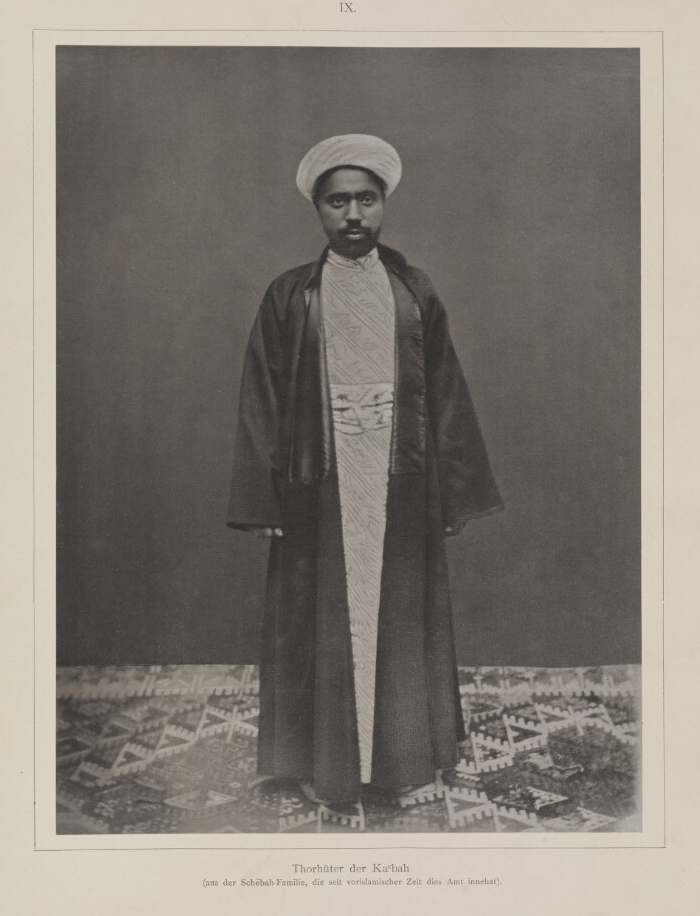
Guardián shaibí de la Kaaba, ~1880 ec.

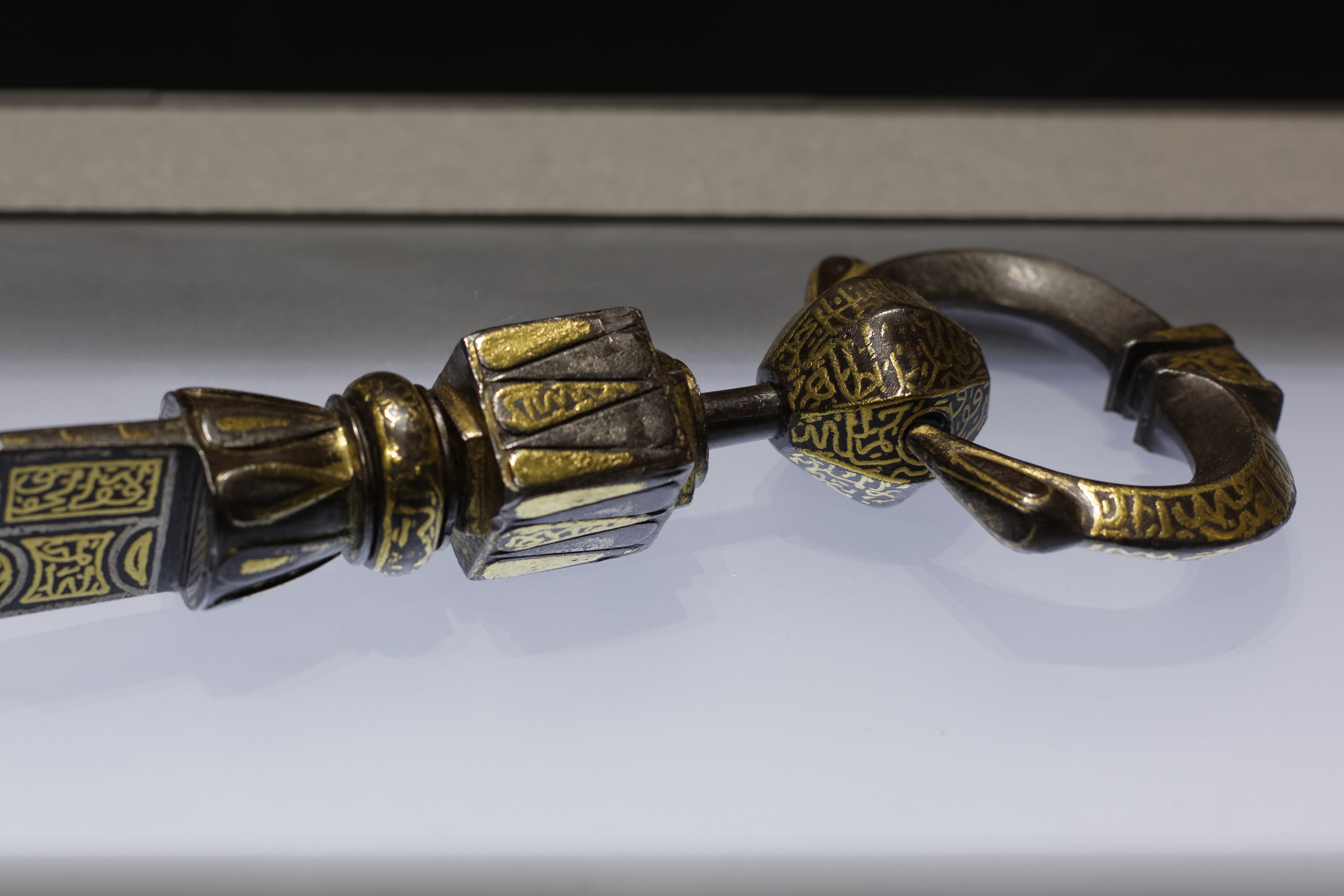
Llave de la Kaaba en la época del Sultán Barquq de Egipto.

Los shaibíes, clan Shaiba o Banī Shaybah ('hijos de Shaiba'; en árabe, بني شيبه) son una tribu árabe conocida como «guardianes de la Kaaba» porque son ellos quienes la protegen desde hace trece siglos, cuando el profeta Mahoma le confió al jefe de la tribu  Uzman ibn Abi Talha las llaves de la Kaaba.
Los miembros de la tribu reciben a los peregrinos (hajj) en la Kaaba durante la ceremonia de limpieza. También limpian el interior junto con los visitantes. El jeque Abdul-Aziz Al-Sheibi (a veces escrito Al-Shaibi), que murió en noviembre de 2010, guardó la llave durante dieciocho años. Su hermano, Abdul Qader Al-Sheibi fue portador de la llave hasta su muerte el 23 de octubre de 2014, siendo el 108.º (centésimo-octavo) sucesor de Uzman ibn Talha. Saleh Bin Taha Al-Shaibi, el miembro más antiguo de la familia Shaibi es el actual (2020) guardián de las llaves.

## Historia
En un principio esta responsabilidad fue asumida por la tribu Tasm, originarios del ʿĀd previa a los coraichitas. Luego pasó a Juza'a, luego a Qusai, quien se lo dio a su hijo Abdul Dar, quien se lo entregó a su hijo Othman. Cambió de una persona a otra hasta quedar con su sobrino Shaiba. Desde entonces, lo heredan sus sucesores. Mahoma entregó las llaves a la tribu shaibí en el año de la conquista de La Meca, diciendo: «Tómalo, oh Bani Talha, eternamente hasta el Día de la Resurrección, y no será tomado de ti a menos que sea por un tirano injusto y opresivo». Una construcción con forma de arco se encontraba frente a las casas de Banu Shaybah, cerca de la Kaaba, hasta que fue derruido alrededor de 1950 para expandir el área de Mataf.